# 앨런 영

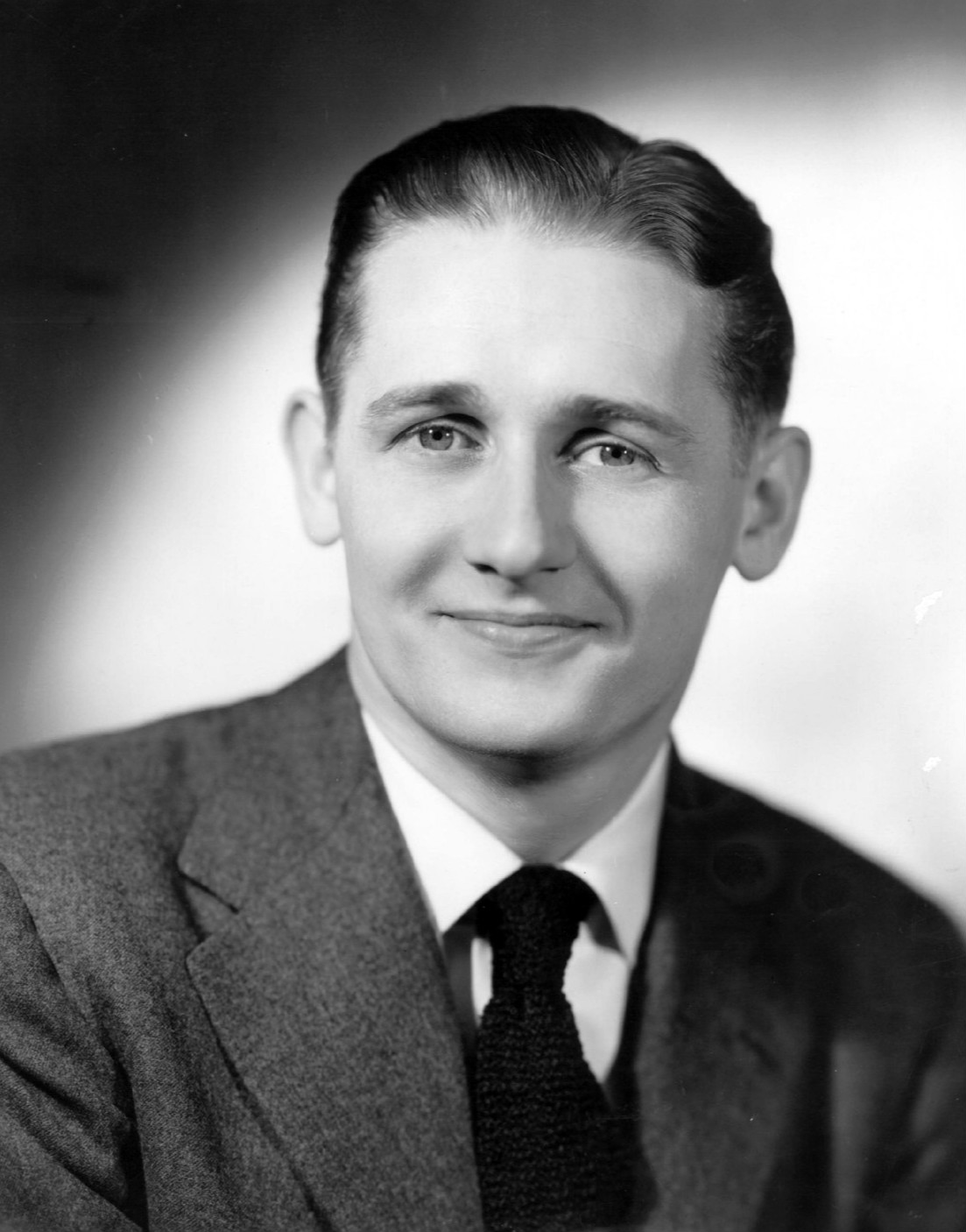

앨런 영(Alan Young, 1919년 11월 19일 ~ 2016년 5월 19일)는 미국의 배우, 성우, 희극 배우, 라디오 DJ, TV 사회자, 영화 감독, 텔레비전 배우이다.
우들랜드힐스에서 사망하였다.

## 방송
- 미스터 에드

## 영화
- 미키의 크리스마스 선물 (2004년)
- 타임 머신 (2002년) - 꽃가게 종업원 역
- 미키의 환상의 크리스마스 (2001년)
- 미키의 크리스마스 (1999년)
- 비버리 힐스 캅 3 (1994년)
- 춤추는 영혼 (1991년)
- 욕심쟁이 오리 아저씨-잃어버린 램프의 보물 (1990년)
- 위대한 명탐정 바실 (1986년)
- 믹키의 크리스마스 캐롤 (1983년)
- 개구쟁이 스머프 (1981년)
- 스파이더맨 (1981년)
- 블랙 뷰티 (1978년)
- 우주에서 온 고양이 (1978년)
- 사랑의 유람선 (1977년)
- 미스터 에드 (1961년)
- 타임 머신 (1960년)
- 엄지손가락 톰 (1958년)
- 젠틀맨 메리 브뤼네트 (1955년)
- 벨브디어씨 대학가다 (1949년)
- 스튜디오 원 (1948년)